# 大森玲菜
大森 玲菜（おおもり れな、1991年1月23日 - ）は、日本の元AV女優。
趣味:旅行、買い物、スノーボード。特技:ダンス。

## 略歴・人物
2013年10月にAVデビュー。
2017年3月より新宿歌舞伎町のガールズバーViviにて勤務
女子校生やギャルなどの役柄での出演が多い。
『ラブライブ!』のファン（ラブライバー）であり、ツイッターでもラブライブ関連のつぶやきが多い。
セクシーアイドル、LovelyPops(ラブリーポップス)のリーダーとしてライブ活動（赤担当）。
2018年10月24日、11月末日をもってLovelyPops(ラブリーポップス)を脱退、所属事務所についても退所を表明。

## 出演作品

### アダルトDVD
2013年
- 放課後わりきりバイト 40（10月11日、S級素人）※デビュー作
- 人間観察ドキュメント 03 ネットで話題の個人レッスン出張サービス。を、行っている美人講師を、強引にヤる。 5人 実証の4時間。（11月1日、プレステージ）他出演:花穂、新井れな、木村夏希、柏倉玲華
- バレたら退学必至!現役女子大生のキケンすぎるバイト 5（11月8日、S級素人）他出演:阿部乃みく、小泉ミツカ、水樹りさ、相沢れおな
- 街で声をかけた恋人が欲しい一般男女がマジックミラー号でいきなりお見合い! 出会って数分で「手を握り・見つめ合い・キスをしたら…」 火がついて初対面即SEXまでするのか? 2（11月21日、SODクリエイト）他出演:阿部乃みく、いとう凛、益若エリカ、HIKARI
- SUPER GAL’S SEX STYLE 〜超豪華最強ギャルたちのチ●ポ喰らい尽くしSPECIAL〜（11月22日、おかず。）共演:HIKARI、乙葉ななせ、相葉レイカ、水樹りさ

2014年
- ナンパJAPAN 美少女Hunt Vol.02 治安が悪いのは俺達の仕業だよ!池袋はちゃめちゃナンパ編（1月25日、ナンパJAPAN）他出演:乙葉ななせ、千早あいり ほか
- （新） クリトリスの皮を剥いて豆いぢり その2（2月13日、アロマ企画）他出演:安達まどか、吉川いと、手嶋あおい、大野みちる、有馬ゆり
- あなたの奥さん大丈夫? 出産後、性欲が高まり感度が良くなった人妻!『綺麗なのに夫だけとSEXするなんてモッタイナイ』とおだてて、タダマンをゲット! 2（2月14日、SCOOP）他出演:愛花沙也、春原未来、Maika、紺野マリエ
- 素人連れ込みナンパSEX騙し撮り（2月21日、フルセイル）他出演;松すみれ
- センズリ用 美少女がエロポーズでま○こと尻穴を惜しみ無く広げ見せつけ挑発してくるDVD Part2（2月25日、アロマ企画）他出演:桜咲ひな、荒木まい、市川とわ、安達まどか
- インモラルシテミル? ●REC_12:GAL校生・れな（2月28日、ONE DA FULL）
- ヤリたい盛りのエッチな女子大生 卒業記念に思いっきりヤリまくり温泉旅行（2月28日、おかず。）共演:初美沙希、瀬名あゆむ、大槻ひびき、舞咲みくに
- 現役キャバ嬢に媚薬を仕込み強制発情させたら営業中の店内にも関わらず、内緒で僕のチ●ポを握りしめてきた!!枕営業なんかじゃ見られないキャバ嬢達のお店には言えないナイトスクープ!!（2月28日、SCOOP）他出演:春原未来、HIKARI、赤西涼、木崎実花
- リアル面接隠し撮り応募素人生現場、そのまま勝手にAV発売。 4名の面接風景 file.3（3月11日、フルセイル）他出演:宮間葵、松すみれ、宮野ゆかな
- ガチ本番!! 山陰素人ナンパ即挿入!! in 鳥取 240分!!山陰素人8人ゲット!!（3月14日、S級素人）他出演:鳥井美希、新希マヤ、堀内秋美、鳥谷優香、波瑠宮そら、佐々木絵美、柚木楓
- クラスの女子が、スカートがめくれ上がったまま気づかないでいるのを偶然見つけてしまった僕。ウブそうで可愛いあの子がまさかこんなド派手な下着を着けているなんて…。そのギャップに興奮した僕は教えてあげなきゃ!と思いつつもパンツに釘付けになってしまい…（4月1日、DOC）他出演:君野由奈、夏海いく
- 私、キモ男じゃないとSEXできません!（4月3日、グローリークエスト）
- おしゃぶり予備校 44（4月4日、FS.Knights Visual）
- 不覚にも娘を継母に寝盗られた（4月10日、タカラ映像）共演:寺島志保
- けしからん挑発で訪れる男を翻弄! 小悪魔姉妹の住む家（4月13日、アロマ企画）共演:川越ゆい
- 妄想日常生活 ミニスカパンチラの虜 2 【働く女編】（5月13日、アロマ企画）他出演:芦名ユリア、前川りく、桜井舞、美山ゆず、茜むぎこ
- 学校一の嫌われ者の僕が超満員電車で偶然、クラスのマドンナと超密着! マズイマズイと思いながらも下半身は反応してしまい最悪な事にマドンナの股間に勃起チ○ポが突き刺さってしまった!でもどうすることもできずもがいていると、マドンナの様子が急変!そして…まさか…（5月22日、Hunter）他出演:綾見ひかる、高秀朱里、ほのかまゆ、高槻ルナ、星川麻紀
- S級素人限定 素人ガチナンパJK（5月23日、S級素人）他出演:瀬名あゆむ、葵こはる、潮崎藍、桐山杏菜
- コスプレイヤー監禁陵辱 6（6月6日、FS.Knights Visual）
- 噂の貧乳美女の胸チラを指摘して、赤面させてヤる（6月13日、S級素人）他出演:椎名みゆ、星川麻紀、ほのかまゆ、高槻ルナ
- 女子校生12人オマ○コ指入れぴちゃぴちゃ自画撮りオナニー vol.19（6月15日、プリモ）他出演:春日野結衣、宮崎このみ、倉科紗央莉、桜井心菜、夏希亜美 ほか
- 極太ディルドオナニーでマン汁垂らす女子校生（6月19日、ゑびすさん）他出演:南梨央奈、神田るり、ほのか夢
- 145分間ノンストップ撮影、ノーカット編集で生中出し24連発に長時間お掃除フェラとぶっかけ19連発!!（6月20日、FS.Knights Visual）
- 小悪魔JK 大胆パンチラコレクション Special 大人数挑発バージョン（7月1日、アロマ企画）共演:大槻ひびき、佳苗るか、小西まりえ、夏目優希、あゆみ翼、乙葉ななせ、武藤つぐみ
- みんなのブラが浮いている EVERYBODY’S B-CHICK（7月1日、タカラ映像）共演:遠藤志保、益若エリカ、安田清美、小栗みく、佐藤いちか
- J●パンツ買い取り!! 脱がせた上にこんな事までしちゃいました!（7月1日、DOC）他出演:菊地亜矢、成宮梓、若桜りく、小嶋世奈、早瀬ありす、桃原まみか、桐山杏菜 ほか
- カラオケにやって来たギャルに昏睡率100%の劇薬ドリンクを飲ませてレイプ!（7月13日、MUTTURi）他出演:涼風ことの、上原花恋、姫咲るり
- ズボズボ激ピストン! 絶頂バイブオナニー（7月18日、虎堂）他出演:摘津蜜、橋本ゆりか、古森ちひろ、千星はるか、青山美咲、若菜みなみ、松本ほのか
- JK小便ブチまけディルドオナニー（8月1日、OFFICE K'S）他出演:星川麻紀、松下美雪、篠宮ゆり、阿部乃みく
- 相互オナニーレズビアン（8月1日、虎堂）共演:松下美雪　他出演:木村つな、摘津蜜、松下美雪、山本美和子、星川麻紀、桃宮もも、青井いちご
- 淫語×愛液 クチュクチュオナニー 5（8月14日、OFFICE K'S）他出演:篠宮ゆり、阿部乃みく、桃宮もも、西村江梨、若菜みなみ
- JKおまんこおっぴろげオナニー 3（8月14日、OFFICE K'S）他出演:木村つな、摘津蜜、若菜みなみ、山本美和子
- JK 花びらピンクサロン 2（8月14日、OFFICE K'S）共演:松下美雪　他出演:摘津蜜、木村つな、桜井舞、長瀬涼子、阿部乃みく、篠宮ゆり、若菜みなみ、西村江梨
- オトナノふぇち 「接写×挑発」（8月22日、TOY★GIRL）他出演:長谷川夏樹、月乃美夜

## 出演

### インターネット放送
- トイズハートプレゼンツ「ハートの部屋」（2017年11月9日、ニコニコ生放送）＊第１７回ゲスト（ラブリーポップスとして）[3][4]
- プライム学園高等部 球技大会2018秋（2018年12月20日[5]‐、pafan!）‐紅組

### テレビ
- ラブリーポップスのラブポの時間ですよ（2017年10月2日、エンタ!959）
- ラブリーポップスのラブポの時間ですよ2（2018年2月16日、エンタ!959）[6]